# Roslag
Le roslag (suédois : Roslagsfår) est une race ovine originaire de Suède où on la trouve presque exclusivement.

## Histoire
Le roslag descend de moutons domestiques suédois qui étaient répandus dans toute la contrée et celui-ci a été spécialement sélectionné à Raggarön dans le Roslagen, d'où son nom.

## Description
C'est un mouton de petite taille de couleur blanche ou ivoire (bien que 10% de la population soit de couleur noire ou blanc et noir), à la queue courte, comme les races nordiques. Il est élevé pour la production de laine et de viande. Sa laine est longue, droite ou légèrement bouclée avec un sous-pelage épais, et peut atteindre plus de 30 cm de long. Seuls les béliers sont à cornes,. Les brebis mettent bas une fois par an un agneau, parfois des jumeaux. Le poids à l'âge adulte est seulement de 35-40 kg pour les brebis et d'environ 50 kg pour les béliers.

## Génétique
Bien qu'il y ait des variations importantes d'un point de vue génétique pour les races ovines originaires du Nord de l'Europe, le roslag, comme le dala (également originaire de Suède) et le ruhnu (d'Estonie), présente un fort taux de consanguinité et connaît une population en déclin. Elle ne serait plus que de 500 individus purs environ. On peut rencontrer des troupeaux de roslags à la réserve naturelle de Bokö, dans les îles de Bokö, Brånnholmen et Långholmen, avec la race bovine Ringamåla, également en danger.

## Protection
L'association suédoise des éleveurs de moutons défend les intérêts de l'élevage de cette race et elle est responsable de sa conservation. Certains propriétaires sont membres de cette association et suivent donc les consignes d'élevage et de sélection déterminées par le Statens jordbruksverk (agence nationale suédoise d'agriculture). L'association suédoise des éleveurs de moutons enregistre les éleveurs déterminés à protéger cette race selon des conditions environnementales précises ; ils reçoivent des allocations en conséquence.